# Trafikplats Notviken

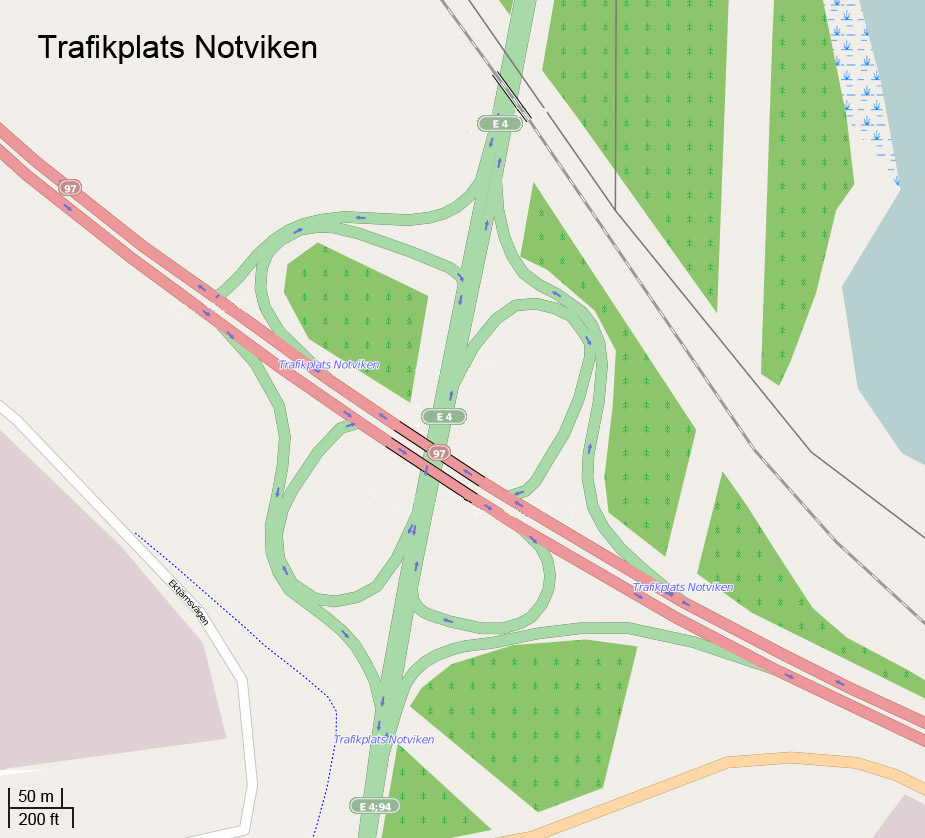
Karta över trafikplats Notviken

Trafikplats Notviken är en korsning mellan två motortrafikleder, utanför Luleå, Sverige.
Det är E4 och Riksväg 97 som korsar varandra helt fritt från korsande trafikflöden i samma plan. Det är alltså ungefär samma som en motorvägskorsning fastän det är motortrafikleder. Det är världens nordligaste korsning mellan två motortrafikleder eller motorvägar.
Riksväg 97 har 2+2 körfält med mittremsa, medan E4 inom trafikplatsen har 1+1 körfält med mitträcke. Påfarten norrut från Luleå och söderut från Boden får dock eget körfält då E4:an egentligen är 2+1-väg på sträckan. Påfarten på väg 97 mot Luleå söderifrån har accelerationsfält, övriga fem påfarter har stopplikt. Samtliga avfarter saknar retardationsfält.